# Spirorbis flabellis
Spirorbis flabellis är en ringmaskart som beskrevs av Harris 1969. Spirorbis flabellis ingår i släktet Spirorbis och familjen Serpulidae. Inga underarter finns listade i Catalogue of Life.